# Arzew
Arzew (arabiska: أرزيو) är en hamnstad i provinsen Oran i Algeriet, 32 km nordöst om provinshuvudstaden Oran. Folkmängden i kommunen var 70 951 invånare vid folkräkningen 2008, varav 58 162 bodde i centralorten.
Arzew är ändpunkten för rörledningarna från gasfälten i Hassi R'Mel och från oljefälten i Hassi Messaoud i Sahara. Staden har petrokemiska anläggningar med framställning av flytande gas, och produktion av gödningsmedel.
Staden grundades omkring 1100, nära ruinerna av den romerska kolonin Portus Magnus.